# John Petrucci
John Peter Petrucci (født 12. juli 1967 på Long Island i staten New York i USA) er en amerikansk guitarist og sangskriver, bedre kendt som en af grundlæggerne af det progressive metal-band Dream Theater. Han har Sammen med bandmedlem Mike Portnoy har han produceret alle Dream Theaters album siden deres 1999-udgivelse, Metropolis Pt 2 . Han er backingvokalist for Dream Theater. I 2009 blev han udnævnt til den andenbedste metalguitarist hos Joel McIver i hans bog The 100 Greatest Metal Guitarists.